# Jarabe de ipecacuana
El jarabe de ipecacuana es un jarabe antes utilizado para inducir el vómito, hecho con la raíz de la planta brasileña Psychotria ipecacuanha.
Su uso emético era conocido por los indígenas, incluso antes de su comercialización inicial por Adrien Helvetius, según lo descrito por Guilherme Piso en su Historia naturalis Brasiliae,en 1948.
Se utiliza en algunas situaciones de envenenamiento por ciertas sustancias. Observe que no se puede utilizar en todas las situaciones donde hay envenenamiento debido a que los vómitos, en algunos casos, pueden ser extremadamente peligrosos, se debe considerar el caso en que la persona intoxicada haya consumido sustancias que ocasionan deterioro neurológico ya que, si se administrara este, la persona podría tener una broncoaspiración del vómito. Es importante recordar los riesgos a problemas musculares específicos, así como la degeneración del músculo del corazón. Utilizado por algunos en los casos de bulimia, el uso de ipecacuana se recomienda en casos de envenenamiento o intoxicación, pero su uso continuado por el bien de trastornos de la alimentación puede causar lesiones graves al músculo del corazón; se necesita eventualmente el trasplante de corazón para salvar la vida del paciente .

## Fuente

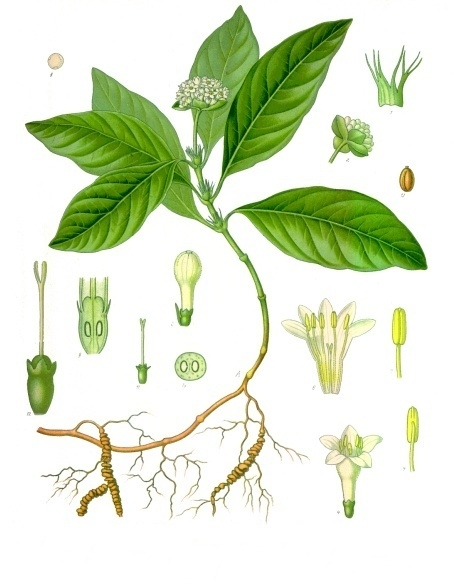
La planta Psychotria ipecacuanha.

Las plantas producen una amplia gama de productos químicos, generalmente sintetizados con el propósito de defensa contra los microbios y parásitos y para disuadir a los herbívoros. La ipecacuanha (Uragoga ipecacuanha Baill; Uragoga granatensis Baill; Cephaelis ipecacuanha Willd) es un arbusto de hoja perenne nativo de Centro y Sur América. El arbusto se cultiva en Brasil  y en Malasia . Pertenece a la familia Rubiaceae. Se extrae de la tintura de la planta que contiene, entre otras sustancias, la emetina, la cefaelina y psicotrina que son tres alcaloides de acción expectorante, eméticos y contra la diarrea . Incluso el Alangium lamarckii Thwaites (Alangiaceae), una planta nativa de India , produce alcaloides similares.

## Datos toxicológicos
En el año 1965 la FDA aprobó la venta del producto sin prescripción médica. Fue aceptada por otras asociaciones médicas bajo el concepto de «producto o método para inducir el vómito en caso de intoxicación».
En el año 2004, la American Academy of Clinical Toxicology y la European Association of Poisons Control Centers and Clinical Toxicologists publicaron artículos de expertos sobre el uso del jarabe de ipecacuana en intoxicaciones. Después de una revisión cuidadosa de la literatura médica, estos grupos concluyeron que no debe administrarse de manera sistemática jarabe de ipecacuana en el tratamiento de pacientes intoxicados. En estudios con diversas sustancias marcadoras, los efectos beneficiosos del vómito inducido por jarabe de ipecacuana fueron muy variables y disminuyeron rápido con el tiempo. Otra preocupación fue que, de hecho, el uso inicial de ipecacuana puede ser contraproducente al reducir la eficacia de otros tratamientos ulteriores, y quizá más eficaces, como el uso de carbón activado, antídotos bucales y lavado total del intestino. La ipecacuana suele estar indicada cuando puede administrarse a pacientes alertas, conscientes, en el transcurso de 60 minutos de la intoxicación.

## Mecanismo de acción
La ipecacuana actúa como emético por efecto irritante local en las vías digestivas y también en la zona de desencadenamiento de quimiorreceptores (chemoreceptor trigger zone, CTZ o zona gatillo) en el área postrema del bulbo. El jarabe de esta sustancia puede ser eficaz después de haber ingerido antieméticos como las fenotiazinas. La ipecacuana produce efectos tóxicos en el corazón, por su contenido de emetina, pero por lo regular no constituye un problema en el caso de las dosis utilizadas con fines eméticos. Si no surge el vómito, habrá que extraer la ipecacuana por lavado gástrico.

## Dosis
La dosis oral es de 15 ml en niños de seis meses a 12 años, y de 30 ml en niños de mayor edad y adultos. El vómito tal vez no se produzca si el estómago está vacío, por lo que la administración de ipecacuana debe ir seguida de la ingestión de agua.

## Vía de administración
Es posible administrarlo por la boca y necesita el transcurso de 15 a 30 min para producir el vómito; es un lapso mucho menor que el que suele requerir un lavado gástrico adecuado. 

## Abuso
El abuso crónico de dicha sustancia para disminuir de peso puede ocasionar miocardiopatía, fibrilación ventricular y muerte. La cantante del grupo The Carpenters, Karen Carpenter, falleció debido al abuso en el consumo de jarabe de ipecacuana para adelgazar.
Considerando los riesgos que la broncoaspiración puede ocasionar y contando en la actualidad con medidas de desintoxicación como carbón activado y antídotos específicos, el uso de este compuesto ha sido descontinuado por las distintas guías internacionales.